# Titus Andronicus
A Titus Andronicus William Shakespeare egyik korai tragédiája, amely valószínűleg 1593-ban keletkezett. A mű az ókori Rómában játszódik, a római nép és a gótok háborújának idején. William Shakespeare egyik legvéresebb és legerőszakosabb tragédiájaként tartják számon. A történet legfontosabb karakterei Titus Andronicus, nagynevű hadvezér, halálos ellensége Tamora, a gótok királynője és a királynő titkos szeretője Aaron, a mór.
A mű rengeteg vitát szított az irodalomkritikusok körében. Egyesek szerint Shakespeare stílusa egyértelműen kitűnik a sorokból, vannak azonban akik amellett érvelnek, hogy a mű nem Shakespeare alkotása, vagy legalábbis nem kizárólag az övé. „1986 óta széles körben elfogadott, hogy nem teljes egészében Shakespeare írta a Titus Andronicust, mivel a George Peele kezére utaló jelek lenyűgözően meggyőzők.”
Shakespeare Titus Andronicus című drámájának három magyar fordításáról adnak számot az online kritikai lapok. „Ezek közül az első a XIX. században született, Lévay József készítette, elsőként. A második fordítás Vajda Endre munkája, már a huszadik század első felében, a harmadikat Tandori Dezső készítette a kaposvári Csiky Gergely Színház részére 1997-ben.”

## Szereplők
(Vajda Endre fordításában)
- SATURNINUS, az előző római császár fia, később kikiáltott császár
- BASSIANUS, Saturninus testvére, szerelmes Laviniába
- TITUS ANDRONICUS, római nemes, hadvezér a gótok ellen
- LUCIUS, Titus fia
- QUINTUS, Titus fia
- MUTIUS, Titus fia
- MARTIUS, Titus fia
- ifjú LUCIUS, Lucius fia, Titus unokája
- LAVINIA, Titus lánya
- MARCUS ANDRONICUS, néptribun, Titus testvére
- PUBLIUS,  Marcus fia
- SEMPRONIUS, Titus rokona
- CAIUS, Titus rokona
- VALENTINUS, Titus rokona
- AEMILIUS, római nemes
- TAMORA, a gótok királynője, később római császárné
- ALARBUS, Tamora fia (néma szerep)
- DEMETRIUS, Tamora fia
- CHIRON, Tamora fia
- AARON, Tamora titkos szerelmese
- Római százados
- Hírnök
- Bohóc
- Dajka
- Mulatt csecsemő (néma szerep)
- Első gót
- Második gót
- Szenátorok, tribunusok, poroszlók, katonák, gótok és kíséret

## Cselekmény

### I. felvonás

#### I. szín
A színmű a római császár halála után kezdődik, aki két fiút hagyott maga után: Saturninust és Bassianust, akik mindketten igényt tartanak a trónra. Csaknem verekedésbe torkolló vitájuknak Marcus tribunus érkezése vet véget, aki bejelenti, hogy a nép testvérét, Titust akarja császárnak, aki hamarosan győztesen tér vissza a gótok elleni tízéves hadjáratából, és fogolyként hurcolja magával a gótok királynőjét Tamorát, annak titkos szeretőjét a néger Aaront, valamint Tamora három fiát Alarbust, Chiront és Demetriust. Habár Tamora Titus könyörületét kéri, Titus a hagyományoknak engedelmeskedve és saját huszonegy fia elestét megbosszulandó a győzelmi ünnepségen feláldozza Alarbust, Tamora elsőszülött fiát, amivel azonban kivívja a királynő és fiai szenvedélyes gyűlöletét, akik az egész Andronici  család ellen bosszút esküsznek.
Marcus, a római nép szóvivője Titus elé tárja a nép akaratát, akik Titust kívánják új császáruknak. Titus azonban méltatlanságára hivatkozva nem kíván trónra lépni, és meggyőzi a népet, hogy Saturninust válasszák új császáruknak. Az új császár kijelenti, hogy első cselekedeteként feleségül veszi Titus lányát, Laviniát. Titus egyetért ezzel, ám a lány már jegyben jár Saturninus fivérével, Bassianusszal. Római jogaival élve Bassianus magának követeli Laviniát. Titus meg akarja akadályozni házasságukat, Mutius, Titus legifjabb fia azonban meg akarja állítani apját, aki felbőszülve fia árulásán megöli őt. Bassianus és Lavinia házasságot köt, az Andronici család kegyvesztett lesz, a sértett Saturninus pedig – Titus megdöbbenésére – Tamorát, a gótok királynőjét veszi feleségül. Bosszúja indításaként Tamora ráveszi Saturninust, hogy bocsásson meg Bassianusnak és az Andronici családnak is, amit az vonakodva, de megtesz.

### II. felvonás

#### I. szín
Noha Lavinia már Bassianus felesége, Demetrius és Chiron mégis párbajra hívja egymást, mert mindketten áhítoznak rá. Aaron beléjük botlik és emlékezteti őket arra, hogy törvény ellen való kardot rántani ilyen közel a császári palotához. Olyan tervet eszel ki, melyben mindkét fiúnak kijut majd az élvezetből: a királyi udvar hamarosan vadászatot szervez, az erdőben pedig lehetőségük nyílik majd arra, hogy a védtelen Laviniát mindketten megkaparintsák.

#### II. szín
Elkezdődik a vadászat. A színre lép Titus, három még életben lévő fia, továbbá Saturninus, Tamora, Bassianus, Lavinia, Chiron, Demetrius és szolgálók. Chiron és Demetrius arról sugdolóznak, hogy ők másféle vadra vadásznak majd: a kecses őzgidára, Laviniára.

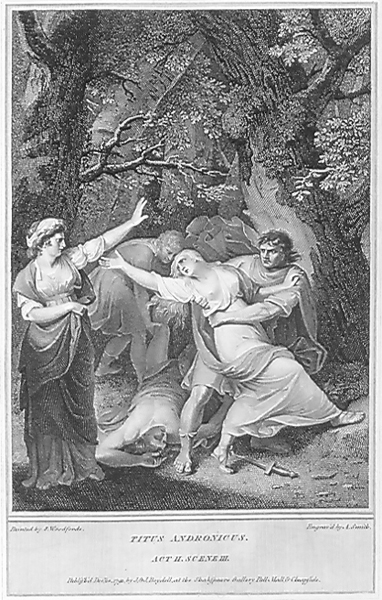
Demetrius és Chiron elhurcolja Laviniát

#### III. szín
Tamora és Aaron titokban találkoznak az erdő mélyén, de Lavinia és Bassianus rajtakapja őket. Közben színre lép Demetrius és Chiron, és az anyjuk, szeretője segítségével fortéllyal ráveszik őket, hogy öljék meg Bassianust, majd tegyék magukévá Laviniát. Bassianus holttestét egy gödörbe hajítják, Aaron pedig egy hamisított levéllel Titus két fiát, Martiust és Quintust keveri gyanúba, akiket a császár gyilkosság vádjával halálra ítél.

#### IV. szín
Laviniát az erdő mélyére hurcolják és brutálisan megerőszakolják, majd két kezét levágják, nyelvét pedig kivágják, hogy ne tudjon számot adni a vele történt erőszakról. A megkínzott lányt Marcus találja meg és Titushoz vezeti.

### III. felvonás

#### I. szín
Marcus Titus elé vezeti a megcsonkított Laviniát. Családja elszörnyed a lány szenvedésén, de a vele történteket nem tudják megfejteni. Színre lép Aaron, aki morbid viccet űzve Titusszal elhiteti vele, hogy ha ő, Marcus vagy Lucius levágatja kezét, azzal megmentik a halálra ítélt fiúk életét. Titus Aaron segítségét kéri, aki nagy örömmel segít keze levágásában, azt elküldik Saturninusnak, de a hírvivő a kézzel és Titus két fiának levágott fejével érkezik vissza. A felbőszült Titus megparancsolja fiának, Luciusnak, hogy szökjön el Rómából a gótokhoz és  gyűjtsön sereget majd vezesse Róma ellen és bosszulja meg testvérei halálát.

#### II. szín
Titus, Marcus, Lavinia, és az ifjú Lucius együtt étkeznek. Marcus megöl egy legyet, Titus pedig felháborodik a gyilkosságon. Ugyanakkor Titus megenyhül, miután öccse közli vele, hogy csak egy gonosz fekete teremtmény volt, éppen olyan, mint Aaron. Nem csupán megenyhül, még bocsánatot is kér öccsétől, és dicsőíteni kezdi tettét.

### IV. felvonás

#### I. szín

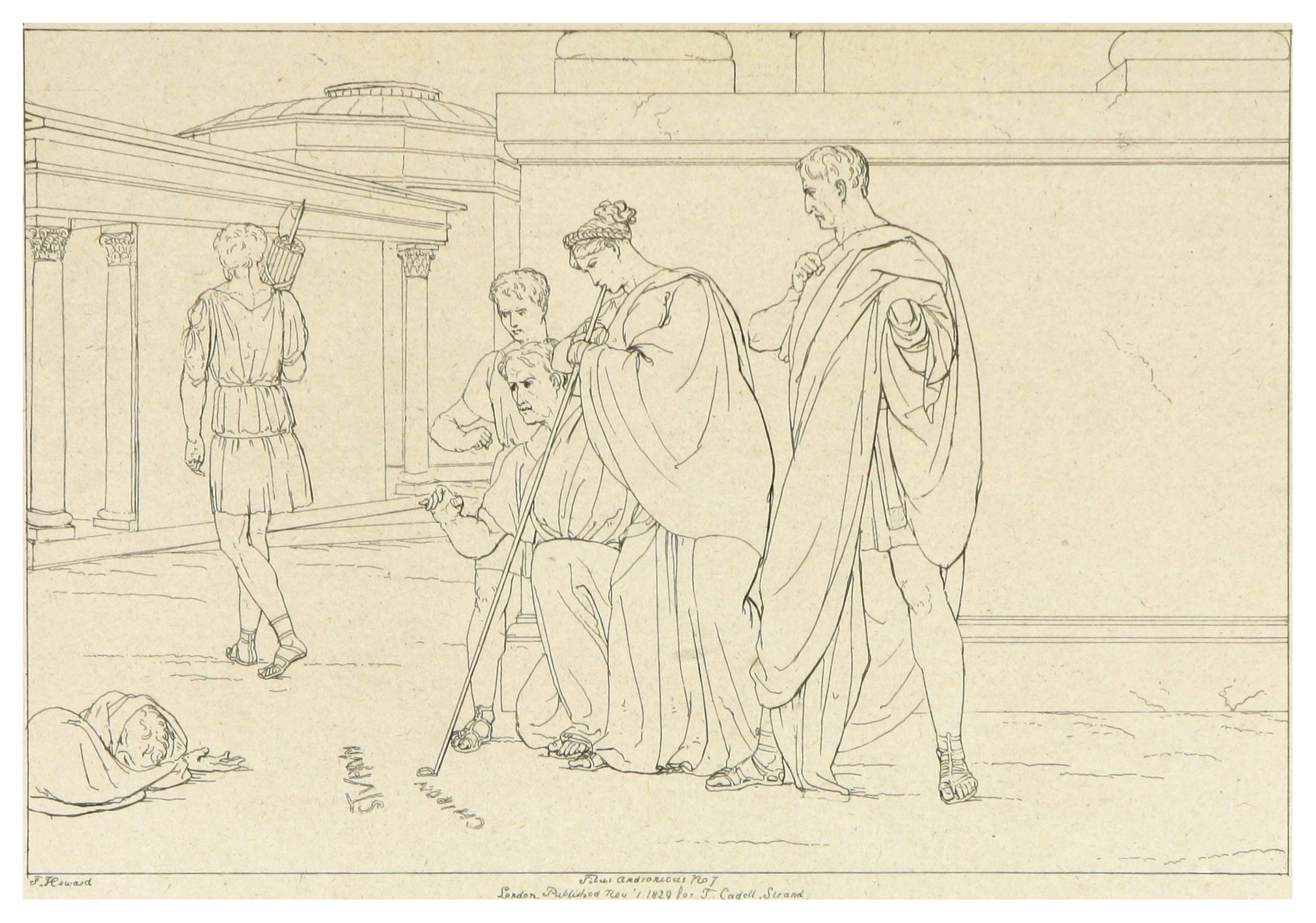
Lavinia felfedi az erőszaktevő Chiron és Demetrius kilétét

Ovidius Átváltozások című művéből Lavinia kikeresi Philomela történetét, hogy így családja értésére adja a vele történteket. Marcus megtanítja Laviniát hogyan írjon szája és csonkolt kezei használatával. Így végül Lavinia felfedi az erőszaktevő Chiron és Demetrius kilétét.

#### II. szín
Tamora fekete gyermeknek ad életet, de rettegve viszonyuk napvilágra kerülésétől, meg akarja öletni a gyermeket. A dajka az apához viszi a csecsemőt, aki azonban nem hajlandó megölni gyermekét, ellenben megöli a dajkát, hogy a gyermek származása titokban maradjon és a gótok országába szökik, hogy ott nevelje fel.

#### III.szín
Marcus aggódni kezd Titusért, akin mintha az őrület jelei kezdenének mutatkozni. Marcus a gótokhoz küldi Titus bajtársait, hogy vezessenek sereget Róma ellen, és álljanak bosszút Saturninuson.

#### IV. szín
Titus eljuttat egy levelet a császárhoz, amiben megírja, hogy fiai ártatlanok voltak, de Saturninus nem hisz neki. Eközben megérkezik a hír, hogy hatalmas gót sereg tart Róma felé Lucius vezetésével. Saturninus aggódni kezd, mert tudja, hogy a nép szeretete Lucius felé hajlik.

### V. felvonás

#### I. szín
Egy katona foglyul ejti Aaront és Lucius elé vezeti. Kiderül, hogy a csecsemő Aaron és Tamora közös gyermeke. Aaron megígéri, hogy feltárja titkait, cserébe megesketi Titus fiát, Luciust, hogy a csecsemőt életben hagyja és felnevelteti.

#### II. szín
Tamora és két fia őrültnek hiszik Titust, álruhába bújva megjelennek háza előtt, mint a Bosszú, Erőszak és Gyilkosság. Titus bolondnak tetteti magát, és eljátssza, hogy nem ismeri fel őket. Tamora meggyőzi Titust, hogy utasítsa Luciust a Róma elleni támadás elhalasztására és tartson megbékélési lakomát, amelyen Lucius és a császári pár is részt vesz. Titus Marcust küldi Luciusért. Miután Tamora távozik, Lavinia megjelenik egy tállal, Titus meggyilkolja a kérésére ott maradt fiúkat, vérüket Lavinia táljába folyatják, csontjaikat porrá őrlik, fejüket Tamorának szánt pástétomba sütik, húsukat pedig felhasználják a közelgő lakomára.

#### III. szín
Titus szakácsnak öltözik a lakomára. Az ünnepség alatt megkérdezi Saturninust, hogy az apának meg kell-e ölnie megerőszakolt lányát, és amikor a császár igennel válaszol, megöli Laviniát (hogy ezzel véget vessen a lány és saját maga szégyenének) majd felfedi a császár előtt lánya erőszaktevőinek kilétét. Saturninus ekkor szólítja Demetriust és Chiront, amire Titus felfedi előtte, hogy a két fiút már felszolgálták a lakomán. Titus aztán megöli Tamorát, mire Saturninus azonnal megöli Titust, Lucius pedig apja halálát megbosszulandó, megöli Saturninust. Luciust Róma népe megválasztja császárnak, aki úgy rendelkezik, hogy a halottak mind kapják meg a nekik kijáró végtisztességet, kivéve Tamorát, akinek testét a városfalakon kívül az állatok elé vetik. Aaront a császár akasztásra ítéli, az azonban semmi megbánást nem mutat, hanem azt sajnálja, hogy életében nem tett még több gonoszságot. Erre Lucius úgy dönt, hogy Aaron megérdemli, hogy nyakig földbe ássák, hogy így haljon éhen.

## ATitus Andronicustémái

### Bosszú
A bosszú egyszerre több szálon fut a történetben. Tamora bosszút esküszik elsőszülött fia haláláért, amiért Titus a felelős. Fortéllyal ráveszi két fiát, hogy öljék meg Bassianust, majd a gyanút Titus két fiára terelik, akiket gyilkosság vádjával kivégeznek. Laviniát megerőszakolják és megcsonkítják, majd az elkövetőkre fény derülve Titus bosszút esküszik Tamora és fiai ellen. Titus megöli a két fiút, majd megöli Tamorát is, Saturninus megöli Titust, Lucius (Titus fia) pedig megöli Saturninust. Lucius bosszúból nem adja meg Tamorának a végtisztességet, nem temeti el testét, hogy így lelke ne nyugodjon békében. Aaront élve eltemeti.

### Hatalom
Titus lehetőséget kap ugyan a római néptől, de elutasítja, mert hisz az örökletes monarchia eszméjében. Mindemellett egyértelmű az is, hogy Titus nem politikára termett, ahogy ő maga is mondja, egész életében harcolt, ebből kifolyólag nem várható el, hogy értsen a politikához. Előre ugyan nem tudja, de a trón elutasításával végzetes hibát követ el és ezzel szabadjára engedi a káoszt. Titus megnyugtatva az örököst, egyértelművé teszi, hogy Saturninust kívánja császárnak, a nép pedig tisztelve Titus döntését elfogadja Saturninust új uralkodónak. 
Tamora is korlátlan hatalmat kap Saturninusszal kötött házasságából kifolyólag. Rómába, mint láncra vert rab érkezik, majd a nász által a birodalom leghatalmasabb nőjévé emelkedik, és így lehetősége lesz arra, hogy minden eszközt bevetve bosszút álljon Tituson és családján.

### A császár és a birodalom szolgálata
Titus egész életét a birodalom fenntartására, a császár biztonságára tette fel. Életének lényege a haza és az uralkodó iránti hűség. Bár lenne rá lehetősége, elutasítja az uralkodói szerepet, lánya Lavinia kezét pedig kötelességének érzi felajánlani az újdonsült császárnak, annak ellenére, hogy a lány már elígérkezett Saturninus fivérének, Bassianusnak. Titus ezzel mit sem törődve (bár Lavinia sem emel szót) atyai áldását adja a párra. Ezzel a lépéssel megint csak bonyodalmak születnek, hiszen Bassianus nem engedi át a lányt, a sértett Saturninus pedig inkább Tamorát, a gótok királynőjét veszi feleségül. Tamora ezzel olyan magas pozícióba kerül, hogy zavartalanul irányíthatja az eseményeket, és megbosszulhatja fia halálát.

### Erőszak és gyilkosság
Shakespeare legvéresebb tragédiájában a lehető legbrutálisabb módon halnak meg a szereplők. Az elsőtől az utolsó felvonásig a darab tele van hidegvérű gyilkossággal és erőszakkal. Alarbus végtagjait levágják, majd testét élve elégetik, Titus ledöfi saját fiát Mutiust, Bassianust meggyilkolják, testét egy gödörbe hajítják, Laviniát megerőszakolják, kezeit levágják, nyelvét kivágják, majd apja megöli őt, mert úgy gondolja, ezzel megmenti magát és a lányt szégyentől. Martiust és Quintust lefejezik, Aaron megöli a dajkát, aki elhozza neki újszülött fiát. Titus megöli Chiront és Demetriust, vérüket Lavinia tálba csorgatja, testüket a lakomán feltálalják és megetetik Tamorával. Az utolsó színben aztán úgy hullanak a szereplők, mint a legyek: Titus ledöfi Tamorát, Saturninus ledöfi Titust, Lucius ledöfi Saturninust. 
Aaront Lucius parancsára lényegében élve eltemetik, Tamora testét pedig a vadak közé vetik. Közben mellékszereplők, kevésbé fontos karakterek is életüket vesztik, nem egyszer teljesen értelmetlenül. Tizennégy gyilkosság, ebből kilenc a színpadon.

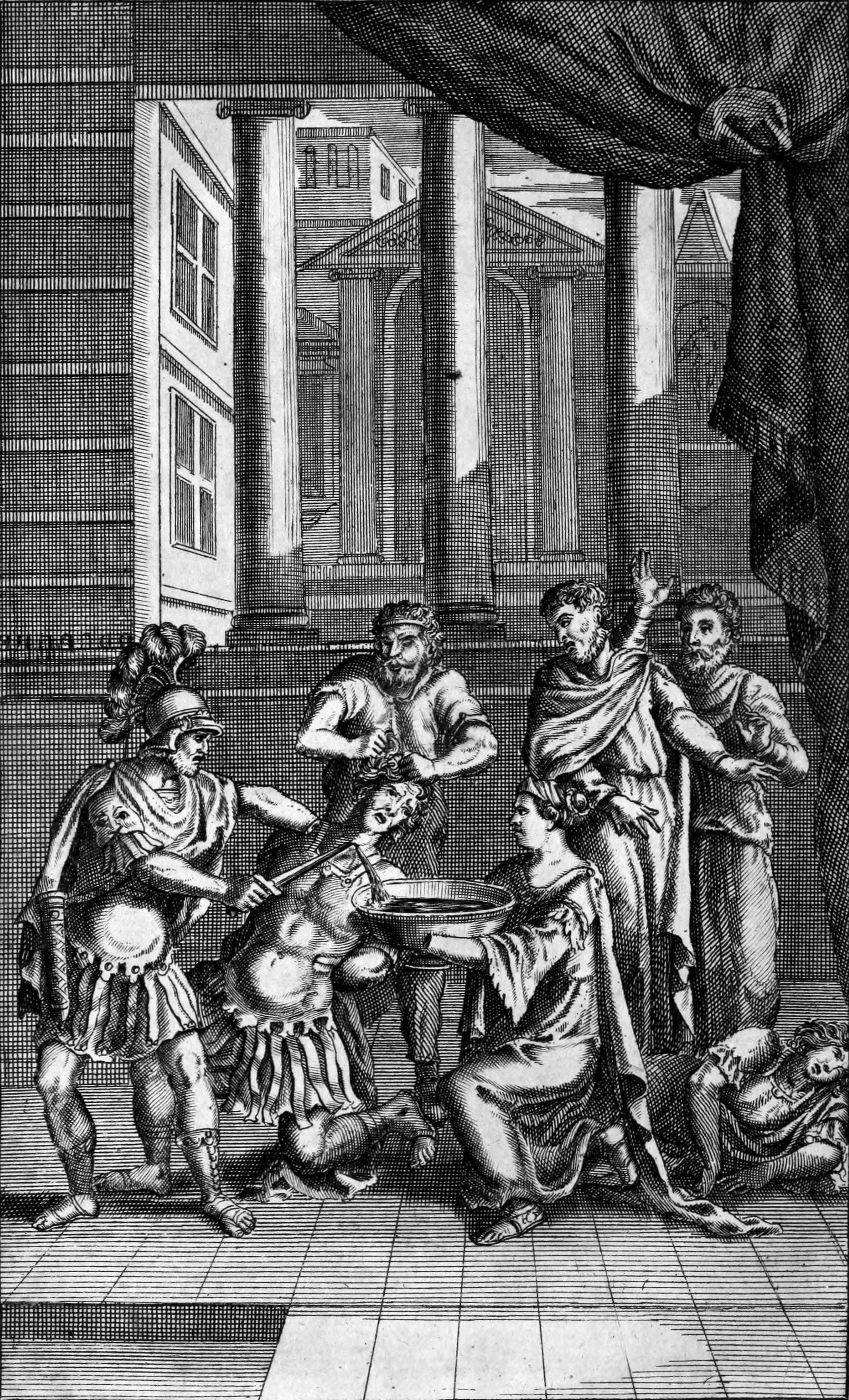
Chriron és Demetrius meggyilkolása

### Vallás
Nicholas Rand Moschovakis esszéjében kifejti a tizenhatodik századi vallási konfliktusokat, melyek Shakespeare-re is nagy hatással voltak. Az esszéből kiderül, hogy 1588-ban az angolok több mint harminc katolikust végeztek ki, a következő hat év során pedig még több mint ötvenet. A kritikusok szerint a Titus Andronicus erőteljesen megkérdőjelezte a kereszténység erőszakos fenntartásának létjogosultságát.
„Shakespeare – rávilágítva a vallás ellentmondásaira – összevegyítette a kereszténység alapvető elemeit (pl.: menny, pokol, ördög) a pogány, véres erőszakkal. Krisztus előtti időt választott a cselekményének, ugyanakkor keresztény elemeket is használt. Két összeegyeztethetetlen rendszer ütközését anakronizmusnak nevezik. Ezzel az eszközzel szokatlan helyzeteket lehet teremteni a színpadon. Egyes kritikusok szerint Shakespeare rá akart mutatni a tényre, hogy a reformáció és az ellenreformáció egyaránt véres, horrorisztikus eszközökhöz folyamodott, ellentmondva minden elvnek, melyet saját maguk állítottak fel.” 
Moschovakis szerint, ha a nézők elég figyelmesek voltak, észrevehették Shakespeare karaktereinek keresztényekhez legkevésbé sem méltó ténykedését. Ugyanakkor a kereszténység hatalmi igényeivel is szembesülhettek.

### Emberáldozat
Rögtön a színmű elején Titus emberáldozatot mutat be annak ellenére, hogy Tamora hosszasan könyörög fia életéért.  Moschovakis kifejti, hogy Titus az emberáldozat bemutatásával teljesen ellene megy a keresztény hitvallásának. Ellentétbe helyezi az Erzsébet-kori és pogány római értékeket, és a nézőknek alkalma nyílt megkérdőjelezni a vérontás szükségességét. Shakespeare olyan karaktereket alkotott, akik egyszerre voltak istenfélők és istentelenek.   
Ugyanakkor azt is fontos megjegyezni, hogy az emberáldozatot „Titus elesett fiainak szellemének ajánlják.”  Mintha Titus jámborságát hangsúlyozná az emberáldozat bemutatása, a római kultusz hősét fedezhetjük fel a hadvezérben. Római viszonylatban azt is mondhatjuk, hogy cselekedetével hazáját és családját szolgálja. Keresztény szempontból vizsgálva azonban Titust egyáltalán nem mondhatjuk istenfélőnek, hiszen minden, amit tesz, a kereszténység ellen való, istentelen tett. Magyar fordításban sajnos elvész Tamora fájdalmas felkiáltásnak ellentmondásossága, amikor Titust „kegyetlen, istentelen jámborságnak”  nevezi. (Eredeti nyelven így hangzik: O cruel, irreligious piety!)

## Klasszikus eredet

### Ovidius: Átváltozások

#### Prokné és Philomélé története

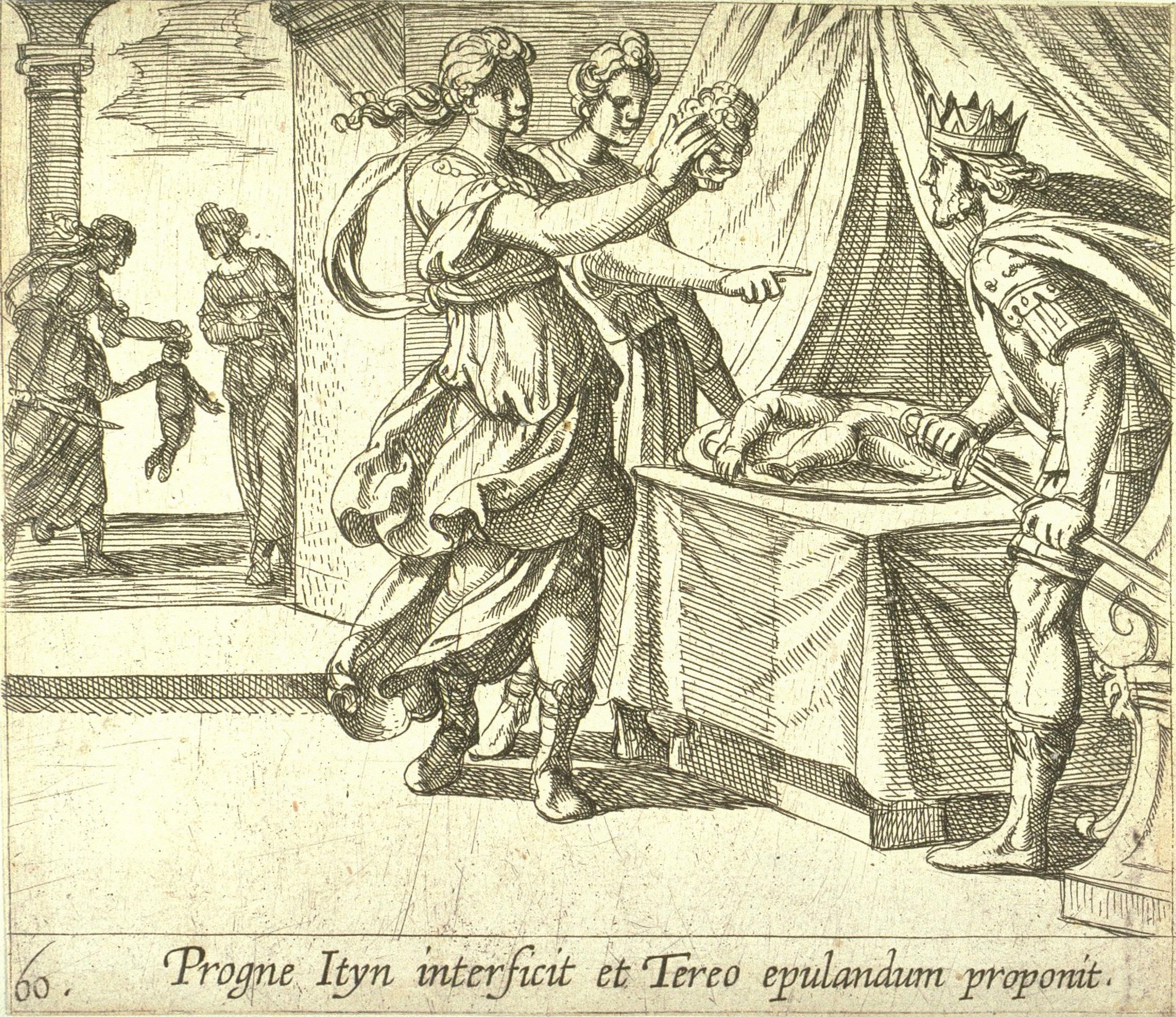
Prokné megmutatja gyermekük levágott fejét Téreusznak

A görög mitológiában Philomélé Athén hercegnője volt. Nővére, Prokné feleségül ment Téreuszhoz, Trákia királyához. A két nővér öt hosszú éven át nem találkozott, majd Prokné megkérte Téreuszt, menjen el Athénba és hozza el királyságukba Philomélét. Téreusz elment a lányért, azonban olyan gyönyörűnek találta, hogy nem tudott vágyának parancsolni, ezért megerőszakolta őt. Hogy a lány ne tudja elbeszélni a vele történteket, a király kivágta nyelvét, és magára hagyta az erdő mélyén. Hazatérve elhitette Proknéval, hogy húga halott. Philomélé egy faliszőnyeget szőtt, amelyben elmesélte a vele történteket, és egy szolgálóval nővéréhez juttatta. Prokné bosszút állva húgáért, megölte Téreusszal való közös gyermeküket és megetette férjével. A lakoma után fény derült az igazságra, majd a király hatalmas haragra gerjedve üldözni kezdte a két nővért. Az istenek azonban megmentették a két nőt: Proknét csalogánnyá, Philomélét pedig fecskévé változtatták.

### Plutarkhosz
Az ókori görög és latin nyelvű nagy jelentőségű történetírók közé tartozik. 
Az ismertséget fő műve, a Párhuzamos életrajzok című elbeszélés-sorozata hozta meg számára, melyben a mitológiai időktől kezdődően egészen saját koráig fontos közszereplők, törvényhozók, államférfiak, hadvezérek életét írta le huszonkét kötetben. 
Az első angol nyelvű fordítás Sir Thomas North munkája. A Párhuzamos életrajzok megjelenése nagy hatással volt a kor embereire, ez volt a reneszánsz kor egyik alapköve. Plutarkhosz gyűjteményében többek között Coriolanus életéről és tetteiről is számot ad.

#### Coriolanus
Coriolanust száműzték Rómából, ő pedig az ellenséges volszk nép táborába térve meggyőzte őket, hogy az ő irányítása alatt törjenek Róma ellen.

### Lucius Annaeus Seneca

#### Thüesztész története
„Hippodameiától több gyermeke született [Pelosznak], köztük Atreusz és Thüesztész. De nemsokára utolérte az átok. Megszeretett egy nimfát, Axiokhét, kitől Khrüszipposz nevű fia született. A féltékeny Hippodameia felbujtotta fiait Atreuszt és Thüesztészt, hogy öljék meg mostohatestvérüket. A holttestet kútba dobták, de Pelosz nyomára jött a gyilkosságnak, eltaszította nejét, és a két fiú Mükénébe menekült […]. [A] két fiú […] birtokába vette az argoszi királyságot. [N]emsoká ellenségeskedés tört ki köztük, melynek következtében Thüesztésznek el kellett hagynia Argoszt. Bosszúból magával vitte Atreusz kisfiát, […] kit saját fia gyanánt nevelt föl, s midőn felnőtt, Mükénébe küldte, hogy megölje Atreuszt. De a király leleplezte az ellene küldött orgyilkost és kivégeztette. Megtudván, hogy saját gyermeke volt, aki megöletett, szörnyű bosszút forralt Thüesztész ellen. Kibékülést színlelt, s magához hívatta […]. Atreusz megölette Thüesztész két fiát, s feltálalta atyjoknak, míg vérüket a borba  vegyítette.” 

### Virginus
A római legenda szerint Appius Claudius magáénak akarta Virginiát, Virginus lányát. A római bíróság elé állt kérve, hogy függesszék fel Virgia szabad polgár státuszát, s így Appius Claudius rabszolgája legyen. Virginus nem tudott együtt élni azzal a gondolattal, hogy lányát ilyen gyalázatos módon kihasználják, ezért inkább megölte őt. A legenda szerint tettét dicsőítették a rómaiak, mert azt a zsarnokság elleni lázadásnak tekintették. 

## Színházi előadások története
Négyszáz éves története során a Titus Andronicust  nem játszották folyamatosan: négy, időben egymástól messze elhelyezkedő szakaszban volt népszerűnek mondható. Az is előfordult, hogy egy évszázadon keresztül senki sem adta elő. Viszont a négy szakasz alatt a közönség jól fogadta a Titus Andronicust, amelyet gyakrabban játszottak számos más akkori darabnál. Sőt, 1923 óta még többen és többször adták elő, mint bármelyik korábbi periódusban.
A legelső szakasz 1594 és 1620 közé tehető. Ebből az időszakból kevés feljegyzés maradt az előadásokról, mindössze ötről tudunk pontosabb információt. Ezek közül az első hármat (január 23. és 28. valamint egy február 6-ai) a Sussex’s Men at the Rose adta elő, míg a másik kettőt (június 5. és 12.) vagy a Lordkamarás Emberei, vagy az Admirális Emberei, vagy a két társaság közösen adta elő. 1596 január elsején egy privát előadásra is sor került Sir John Harington kastélyában. Az 1594-es első kvartó címoldala alapján valószínű, hogy a Derby’s és a Pembroke’s társulat is játszotta a darabot. A második kvartó ugyanezen évből megnevezi a Lordkamarás Embereit is. A népszerűség bizonyítható azzal, hogy három kvartót is kiadtak a darabból, mellyel hetedik a rangsorban a III. Richárd és a VI. Henrik mögött. Ennek a periódusnak a színházak bezárása vet véget.
A második szakasz a Stuart-restauráció után kezdődött. Ekkoriban ugyan műsoron volt, de ritkábban adták elő, mint a többi darabot. 1669-ben biztosan népszerű volt, hiszen a His Majesty’s Company által játszott darabok listáján is szerepel. 1678-ban Edward Ravenscroft adaptálta, több változtatással, melyek szerinte jelentősek voltak, más források szerint viszont nem vonatkoztak a darab lényeges pontjaira. A darab végét megváltoztatta, csupán tűzhalálra ítélve Aaron karakterét Shakespeare erőszakosabb befejezése helyett. Ravenscroft adaptációja sikeres volt, 1678-tól 1724-ig, negyvenhat éven keresztül adták elő. Ezután azonban több mint egy évszázadon keresztül nem került műsorra.

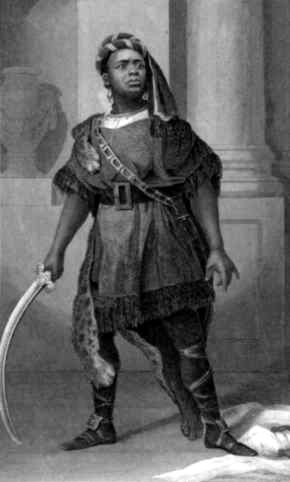
Ira Alridge Aaron szerepében

Legközelebb 1839-ben, N. H. Bannister verzióját látta a közönség. Állítólag kifejezetten „gyönyörű” előadás volt, azonban nem maradtak róla leírások. Négyszer játszották a Dió utcai színházban 1839 januárjában és februárjában, ezek volt az első alkalmak, hogy Amerikában játszották. A negyvenes évektől a hatvanas évekig egy híres afroamerikai színész, Ira Alridge játszotta C. A. Somerset adaptációjának Aaronját, melyről szintén csak kritikák maradtak meg. Ezek szerint az erőszakos jelenetek jó részét kihagyták, Aaront pedig nemes karakternek írták újra. 1860. november 7-én, Glasgow-ban játszotta Alridge utoljára a karaktert, utána a Titus Andronicus hatvanhárom évre ismét feledésbe merült.
1923-ban újabb színház látott fantáziát a darabban, ezúttal a londoni Old Vic. Mindössze kilencszer adták elő verziójukat, de a fogadtatása jó volt. George Hayes Aaronja ismét rendkívül fontos karakterként lett megjelenítve. Érdekes adalék, hogy a Titus Andricus előadásával az Old Vic lett a legelső színház, amely előadta a teljes Shakespeare-kánont. A következő említésre méltó adaptáció a kisméretű Irving Theatre előadása a Grand Guignol stílusában, amely mindössze harminc perces volt, és kihagyta Aaron szerepét. Ez olyan sikeresnek bizonyult, hogy átvitték az Embassy Theatre-be Londonba, és még harmincnyolc alkalommal előadták. 1955-ben a Stratford Memorial Theatre-ben Titust Laurence Olivier, veterán színész játszotta egy sikeres előadássorozatban, Peter Brook rendezésével. Ezzel a Stratford Memorial Theatre lett a második a teljes Shakespeare-kánon előadásában. 1967 újabb emlékezetes év volt a Titus Andronicus számára: Papp József ekkor rendezte második adaptációját a darabból a New York Shakespeare Festivalon a Central Parkban. A kritikusok elismerően nyilatkoztak erről az adaptációról.
Magyarországon kevéssé ismert, és kevésbé játszott darab. Először a Pécsi Nemzeti Színházban mutatták be 1978. május 9.-én Sík Ferenc rendezésében, Győry Emillel a címszerepben. 1997-ben a kaposvári Csiky Gergely Színház mutatta be Keszég László rendezésében, Bezerédi Zoltánnal és Molnár Piroskával a főszerepben. Legutóbb 2018-ban, a szombathelyi Weöres Sándor Színházban került előadásra Pálfi György rendezésében.

## Kritika és fogadtatás
Edward Ravenscroft 1678-ban saját adaptációjának előszavában kritizálta a darabot, melyben Shakespeare leghibásabb és legrendezetlenebb darabjának nevezi, sőt, egy rakás szemétnek jellemzi: „this the most incorrect and indigested piece in all his Works; It seems rather a heap of Rubbish then a Structure.” August Wilhelm Schlegel Lectures on Dramatic Art and Literature című könyvében ugyan tagadja más, meg nem nevezett kritikusok elméletét, mely szerint nem Shakespeare írta a Titus Andronicust, ugyanakkor szerinte a tragédia hamis elképzelésen alapul. Emiatt a darab brutalitása elborzasztó méreteket ölt, és hiteltelenné, felszínessé válik a sok szörnyűség ábrázolása. Harold Bloom hasonló véleményen van: szerinte Shakespeare szándékosan paródiát írt. Nem tudja komolyan venni a darabot, melynek egyetlen valóban szórakoztató karaktere szerinte Aaron, a mór. Továbbá Stephen King munkásságához hasonlítja a művet, akinek olvasóit vérszomjas, műveletlen embereknek tartja.
Akadtak azonban védői is a darabnak, például Jan Kott szerint a Titus Andronicus is ugyanúgy releváns marad a mai nézőnek, mint bármelyik másik Shakespeare-darab, hiszen megvan benne a későbbi tragédiák lényege. Szerinte Shakespeare zsenialitása abban rejlik, hogy a szenvedélyt és kegyetlenséget tudatosan, és nemcsak testileg ábrázolja a darab. Továbbá Julie Taymor, az 1999-es film rendezője is védelmébe vette a művet egy Charlie Rose által készített interjúban. Véleménye szerint a Titus Andronicus az egyik legjobb Shakespeare darab, a jó költészet és szórakoztatás kiváló elegyet alkot benne, és szerinte érthető a 18. és 19. századbeli jeges fogadtatás, hiszen az akkori színház csak a társadalom felsőbb rétegeinek szólt. Továbbá a darab „bűzlik a mától”, olyan, mintha a modern közönségnek írták volna. Egyébként szerinte aki az időnként túlírt szöveg miatt panaszkodik, az nem érti a lényeget: Shakespeare nem azt akarta, hogy olvassák, hanem hogy előadják a darabjait.

## Adaptáció
A leghíresebb adaptáció minden kétséget kizáróan a Julie Taymor rendezésében készült 1999-es, több mint két és fél óra hosszú független film Anthony Hopkins és Jessica Lange főszereplésével. Érdekessége, hogy keveredik benne a múlt és jelen: már a film legelején a kilencvenes években járunk egy családi házban, ahol egy kisfiú reggelizés közben játékkatonákkal játszik a konyhaasztalon. Rövidesen elrabolja egy igazi, római katona, aki elhurcolja a valódi Rómába. A gyerek ezután végig szereplője marad a történetnek fiatal Luciusként. De másban is keverednek az idősíkok: korabeli ruhákba öltözött katonák tankokat, lőfegyvereket használnak, Saturninus és Bassianus autókban utaznak, Chiron és Demetrius játékautomatákkal játszanak és úgy öltözködnek, mintha rockénekesek lennének (felsőtestük sokszor meztelen, bőrnadrágot és bakancsot viselnek, stb.). A film vége pozitív jövőképet sugall, ahogy a fiatal Lucius lassan elsétál a napfelkeltébe, karjában Aaron megkímélt kisfiával.